# ベニャート・ラバイン
ベニャート・ラバイン・ソト（西: Beñat Labaien Soto、1987年10月11日 - ）はスペイン・バスク州出身のサッカー指導者。

## 来歴
サッカー選手としてのキャリアは皆無に等しく、10代の頃からマドリードでスポーツ科学を学び、地元のサン・セバスティアンで子供達を教え始めたのをきっかけとしてサッカー指導者の道に進む。2008年にラージョ・バジェカーノのリザーブチームの分析コーチとして本格的な指導者の世界に入り、U-17スペイン代表やレアル・マドリードのアンダーカテゴリーで分析担当やヘッドコーチを務め、2018年からはレアル・ソシエダの分析チームの責任者を務めた。
2022年12月、ダニエル・ポヤトスの後任としてJリーグ・徳島ヴォルティスの監督に就任。U-19チームの監督経験はあるものの、トップチームの監督を務めるのは初めてであった。チームは序盤からなかなか浮上のきっかけを見いだせず、第31節終了時点の2023年8月21日に契約を解除された。

## 指導歴
- 2008年 - 2009年　 ラージョ・バジェカーノB 分析コーチ
- 2009年　 CPパルラエスクエラ（英語版）U19 監督
- 2010年　 アトレティコ・マドリードU-19 ヘッドコーチ
- 2010年 - 2011年　 U-17スペイン代表 分析担当コーチ
- 2011年 - 2012年　 レアル・マドリードU-16 ヘッドコーチ
- 2012年 - 2014年　 レアル・マドリードU-18 ヘッドコーチ
- 2013年 - 2014年　 レアル・マドリードB 分析担当コーチ（レアル・マドリード下部組織分析チーム責任者）
- 2014年 - 2015年　 アルコベンダスCF（英語版） U-19 監督
- 2015年 - 2016年　 CFフエンラブラダ ヘッドコーチ
- 2016年 - 2017年　 エルチェCF 分析担当コーチ
- 2017年 - 2018年　 リーズ・ユナイテッドFC 分析担当コーチ
- 2018年 - 2022年　 レアル・ソシエダ 分析担当コーチ（分析チーム責任者）
- 2023年   徳島ヴォルティス 監督
- 2024年   アル・ワクラSC アシスタントコーチ
- 2024年 - 2025年  レアル・サラゴサ アシスタントコーチ
- 2025年 - 　 レアル・マドリード 映像分析コーチ

## 監督成績
| 年度 | 所属 | クラブ | リーグ戦 | リーグ戦 | リーグ戦 | リーグ戦 | リーグ戦 | リーグ戦 | カップ戦       | カップ戦 |
| 年度 | 所属 | クラブ | 順位     | 勝点     | 試合     | 勝       | 分       | 敗       | ルヴァンカップ | 天皇杯   |
| ---- | ---- | ------ | -------- | -------- | -------- | -------- | -------- | -------- | -------------- | -------- |
| 2023 | J2   | 徳島   | 19位     | 33       | 31       | 6        | 15       | 10       | -              |          |

- 2023年は第31節までの指揮。順位は第31節終了時点の順位。